# Psychotria sipapoensis
Psychotria sipapoensis är en måreväxtart som beskrevs av Julian Alfred Steyermark. Psychotria sipapoensis ingår i släktet Psychotria och familjen måreväxter. Inga underarter finns listade i Catalogue of Life.